# Skrewdriver
Skrewdriver – punkowy później skinheadowski zespół Oi! i RAC z Poulton-la-Fylde w Wielkiej Brytanii. Założył go Ian Stuart Donaldson pod wpływem Sex Pistols, których koncert widział w Manchestrze. Wcześniej Ian Stuart wykonywał piosenki The Rolling Stones z grupą Tumbling Dice. Skrewdriver zarejestrował LP All Skrewed Up, single You're So Dumb i Antisocial, oraz nagrał sesję dla prestiżowej audycji Johna Peela – legendarnego DJ-a Radia BBC. Zespół zawiesił działalność w 1979 roku, ale Ian Stuart Donaldson reaktywował go w 1982 r. Pięć lat później Donaldson założył międzynarodową neonazistowską skinheadowską organizację Blood & Honour, organizującą koncerty z muzyką White Power.

## Podstawowy skład
- Ian Stuart Donaldson – wokal, gitara
- Phil Walmsley – gitara
- Ronnie Hartley – gitara
- Kev McKay – bas
- John „Grinny” Grinton – perkusja

## Dyskografia
- All Skrewed Up (1977)
- Built Up, Knocked Down/‘Case of Pride/Breakout.’ TJM (1978)
- 12" single ‘Back with o Bang’/‘I Don't Like You.’ Boots & Braces (1982)
- White Power’/‘Smash the I.R.A./Shove the Dove’. White Noise (1983)
- Voice of Britain’/‘Sick Society.’ Wytwórnia: White Noise Records (1983)
- Invasion/On the Streets Wytwórnia: Rock-O-Rama (1984)
- Boots & Braces 12-cal. maksisingiel (1984)
- Hail the New Dawn (1984)
- Blood & Honour (1985)
- We've Got the Power – koncertowy LP. Wytwórnia: Viking Records (1987)
- White Rider (1987)
- After the Fire (1988)
- After the Fire’/‘Sweet Home Alabama’. Wytwórnia: Street Rock'N'Roll (1988)
- Land Of Ice/Retaliate. Wytwórnia: Street Rock'N'Roll (1988)
- Warlord (1989)
- Their Kingdom Will Fall’/‘Simple Man’. Wytwórnia: Street Rock'N'Roll (1989)
- The Evil Crept In/Glory. Wytwórnia: Street Rock'N'Roll (1989)
- The Showdown/Deep Inside. Wytwórnia: White Pride Records (1990)
- The Strong Survive (1990)
- Stand Proud’/‘Backstabber’. Wytwórnia: Street Rock'N'Roll (1990)
- Warzone/Shining Down. Wytwórnia: Street Rock'N'Roll (1991)
- Live & Kicking Double – koncertowy LP. Wytwórnia: Rock-O-Rama (1991)
- Waterloo – koncertowy LP. Wytwórnia: ISD Records (1992)
- Freedom What Freedom (1992)
- Hail Victory (1994)

Wydane po śmierci Iana Stuarta Donaldsona:
- This One's for the Skinheads CD. Live
- The Best of Skrewdriver Vol. 1 (Compilation). ISD Records
- The Best of Skrewdriver Vol. 2 (Compilation). ISD Records

Solowe projekty Iana Stuarta:
- 1989 – No Turning Back LP
- 1989 – ‘It's a Hard Road’/‘The Wheel Goes Round’. Wytwórnia: Street Rock'N'Roll
- 1989 The Klansmen – Fetch the Rope LP. Klan Records
- 1989 The Klansmen – ‘Reich'N'Roll’/‘Napalm in the Morning’. Street Rock'N'Roll
- 1989 The Klansmen – Rebel with a Cause. Klan Records
- 1990 The Klansmen – ‘Rebel with a Cause’/‘Gone with the Breeze’. Rock'N'Roll
- 1990 The Klansmen – ‘Join the Klan’/‘Still Burning’. Street Rock'N'Roll
- 1991 The Klansmen – Rock'N'Roll Patriots LP. Klan Records
- No Turning Back’/‘Behind Blue Eyes’. Wytwórnia: Street Rock'N'Roll
- 1990 – Slay the Beast LP. Wytwórnia: Rock-O-Rama
- 1990 – ‘Radar Love’/‘Long Memory’. Wytwórnia: Street Rock'N'Roll
- 1990 – Patriot LP. Wytwórnia: Rock-O-Rama
- 1992 – Ian Stuart & Rough Justice – Justice for the Cottbus Six EP.
- 1989 – ‘The Klansmen’(Ian Stuart wokal z Psychobilly band Demented-Are-Go). Wytwórnia: Klan Records
- 1991 – Ian Stuart and Stigger – Patriotic Ballads LP. Wytwórnia: Rock-O-Rama
- 1992 – Ian Stuart and Stigger – Patriotic Ballads II – Our Time Will Come CD. Wytwórnia: Rock-O-Rama